# Caucho sintético
El caucho sintético es un tipo de elastómero, invariablemente un polímero. Un elastómero es un material con la propiedad mecánica de poder sufrir mucha más deformación elástica bajo estrés que la mayoría de los materiales y aun así regresar a su tamaño previo sin deformación permanente. El caucho sintético sirve como un sustituto del caucho natural en muchos casos, especialmente cuando se requieren propiedades mejoradas de los materiales, tales como en el caso de los neumáticos en los vehículos.

## Comparación entre el caucho natural y el sintético
El caucho natural que viene del látex es en su mayoría isopreno polimerizado con un pequeño porcentaje de impurezas. Esto limita las propiedades de las que puede disponer el material. También, hay limitaciones sobre las proporciones de los dobles enlaces cis y trans resultantes de los métodos de polimerización del látex natural. Esto también limita el rango de las propiedades disponibles del caucho natural, aunque la adición de azufre y la vulcanización son usadas para mejorar las propiedades. El caucho sintético puede ser hecho a partir de la polimerización de una variedad de monómeros incluyendo al isopreno (2-metil-1,3-butadieno), butadieno, cloropreno (2-cloro-1,3-butadieno), e isobutileno (metilpropeno) con un pequeño porcentaje de isopreno para la reticulación. Estos y otros monómeros pueden ser mezclados en varias proporciones deseables para ser copolimerizados para un amplio rango de propiedades físicas, mecánicas, y químicas. Los monómeros pueden ser producidos puros, y la adición de impurezas o aditivos puede ser controlada por diseño para brindar propiedades óptimas. fue creado en la Segunda Guerra Mundial

## Historia
En 1879, Apollinaire Bouchardat (1809-1886) creó una forma de caucho sintético, produciendo un polímero de isopreno en un laboratorio.
El uso expandido de vehículos de motor, y particularmente de sus neumáticos, iniciado en los años 1890, creó un aumento en la demanda para el caucho.
En 1909, un equipo liderado por Fritz Hofmann, trabajando en el laboratorio Bayer en Elberfeld (Alemania), también tuvo éxito en polimerizar el metil isopreno, el primer caucho sintético.
Metil isopreno es 2,3-dimetil-buta-1,3-dieno.
Científicos en Inglaterra y Alemania desarrollaron métodos alternativos para crear polímeros de isopreno entre 1910 y 1912.	
En 1910, el científico ruso Serguéi Lébedev creó el primer polímero de caucho sintetizado a partir del butadieno. Esta forma de caucho sintético proveyó las bases para la primera producción comercial a gran escala, lo que ocurrió durante la Primera Guerra Mundial (1914-1918) como resultado de la escasez de caucho natural. Esta temprana forma de caucho sintético fue nuevamente reemplazada con caucho natural después de terminar la guerra, pero las investigaciones del caucho sintético continuaron.
Entre 1912 y 1917, el ruso Iván Ostromislenski (1880-1939) hizo una investigación sobre el caucho sintético y un acople de monómeros.
En 1921, problemas políticos que resultaron de grandes fluctuaciones en el costo del caucho natural llevaron a la promulgación del Plan Stevenson. Esta ley esencialmente creó un cartel el cual dio soporte a los precios del caucho mediante la regulación de la producción (véase OPEP), pero oferta insuficiente, especialmente debido a la escasez de tiempos de guerra, y llevó también a una búsqueda de formas alternativas del caucho sintético.
Cerca de 1925 el precio del caucho natural se había incrementado al punto de que muchas empresas estuvieron explorando métodos de producir caucho sintético para competir con el caucho natural. En los Estados Unidos, la investigación se enfocó en diferentes materiales que en Europa, basándose en el temprano trabajo de laboratorio de Nieuwland. 
Estudios publicados en 1930 escritos independientemente por Lébedev, el estadounidense Wallace Carothers y el científico alemán Hermann Staudinger llevaron en 1931 a uno de los primeros cauchos sintéticos exitosos, conocido como neopreno, el cual fue desarrollado en DuPont bajo la dirección de E.K. Bolton. El neopreno es altamente resistente al calor y productos químicos como el petróleo y la gasolina, y es usado en mangueras de combustible y como un material aislante en maquinaria.
La empresa Thiokol aplicó su nombre a un tipo de caucho basado en 1,2-dicloroetano el cual estaba comercialmente 
disponible en 1930.
En el marco del Primer Plan Quinquenal de la Unión Soviética de Iósif Stalin, el 7 de julio de 1932 Serguéi Lébedev estableció en Yaroslavl (250 km al noreste de Moscú)
la primera planta de caucho en Europa: SR-1 (del ruso sintetícheskaya rezina: ‘caucho sintético’).
En 1935, químicos alemanes sintetizaron el primero de una serie de cauchos sintéticos conocidos como «gomas Buna». Estos eran copolímeros, lo que significa que los polímeros fueron hechos a partir de dos monómeros en secuencia alternada.

### Segunda Guerra Mundial

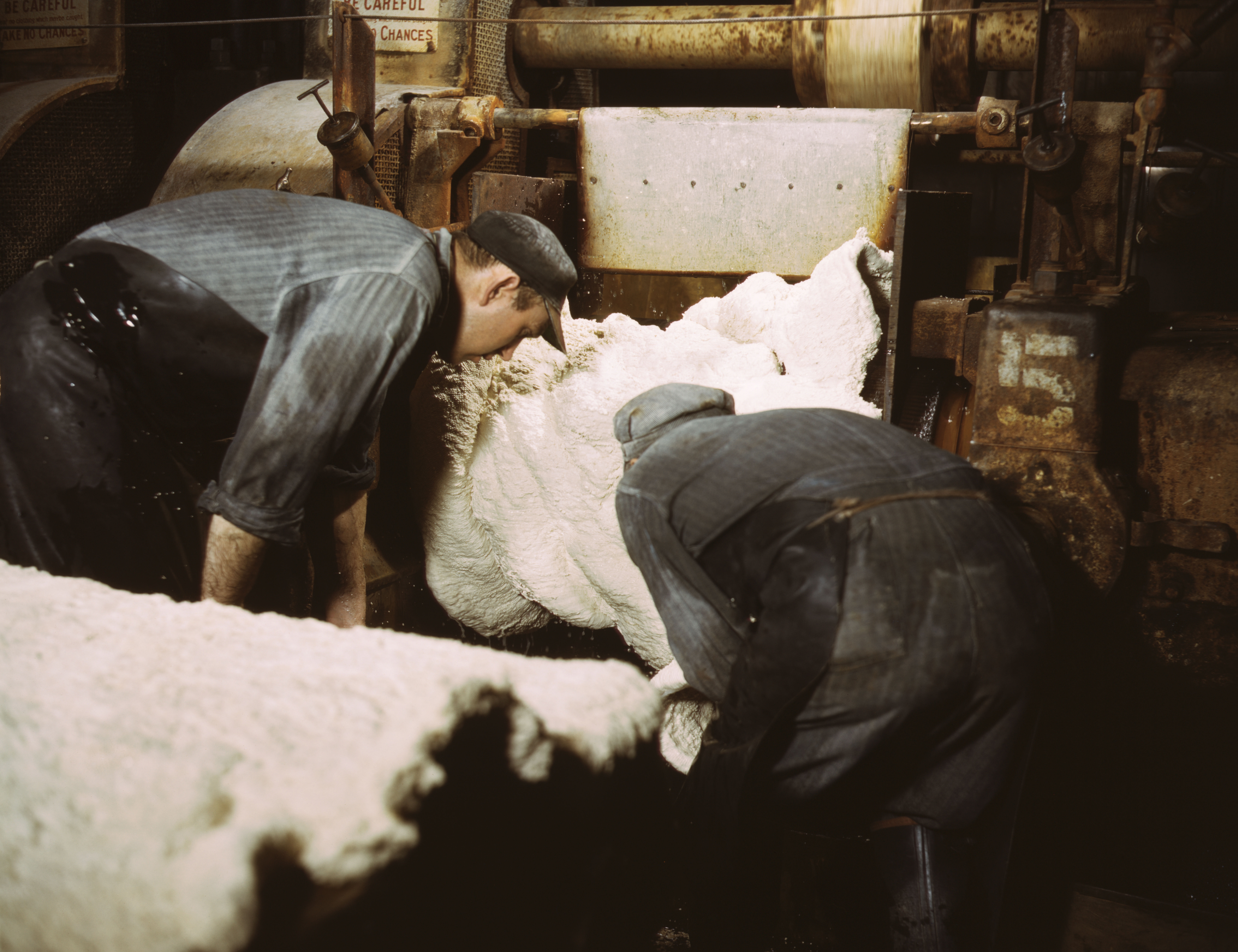
Lámina de caucho sintético saliendo del taller de laminación en la planta de Goodrich (1941).

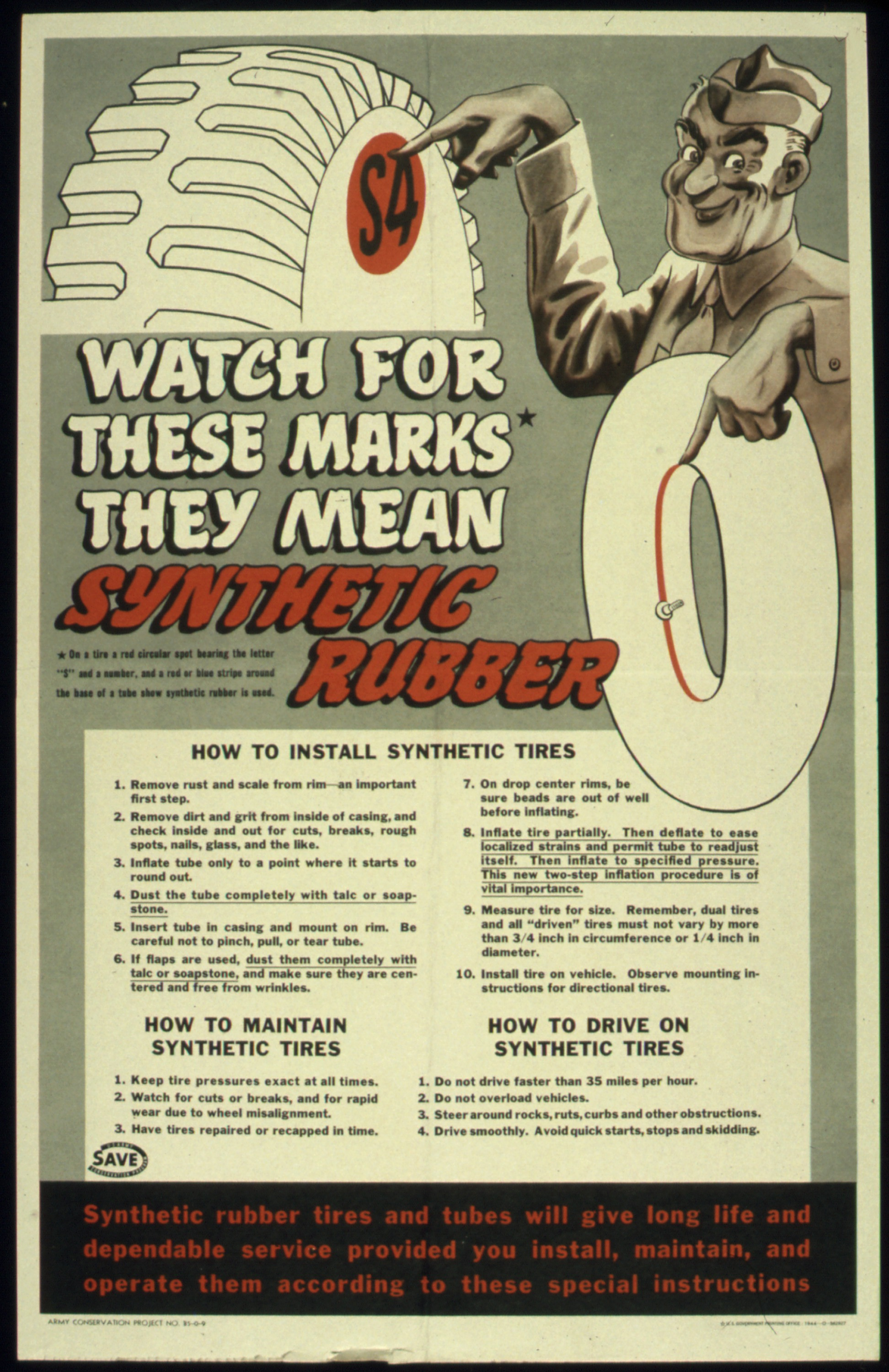
Póster de la Segunda Guerra Mundial sobre neumáticos de caucho sintético.

En 1935, los científicos soviéticos I. M. Dolgopolsky, A. L. Klebansky, L. G. Zurich, que trabajaban en la empresa estatal AO Nairit, en Ereván, crearon un caucho de policloropreno que llamaron sovpren (‘neopreno soviético’).
Ese mismo año (1935), Waldo Semon (científico de la empresa B. F. Goodrich Company) desarrolló el koroseal, y en 1940 creó una versión nueva y más barata de caucho sintético conocida como Ameripol. El ameripol hizo a la producción de caucho sintético mucho más rentable, ayudando a las necesidades del país durante la Segunda Guerra Mundial (1939-1945).
La producción de caucho sintético en los Estados Unidos se expandió de manera importante en la Segunda Guerra Mundial, debido a que las potencias del Eje controlaban casi todos los limitados suministros mundiales de caucho natural a mediados de 1942, una vez que Japón conquistó Asia. Los camiones militares necesitaban caucho para neumáticos, y el caucho era utilizado en casi todas las demás máquinas de guerra. El gobierno estadounidense realizó un gran (y en gran medida secreto) esfuerzo para mejorar la producción de caucho sintético. Un gran equipo de químicos de muchas instituciones estuvieron involucrados, incluyendo a Calvin Souther Fuller de los Laboratorios Bell. El caucho que diseñaron fue el GRS (Government Rubber Styrene, Caucho de Estireno del Gobierno), un copolímero del butadieno y estireno, fue la base para la producción estadounidense de caucho sintético durante la Segunda Guerra Mundial. Alrededor de 1944, un total de 50 fábricas lo estuvieron manufacturando, obteniendo un volumen del material de dos veces la producción mundial de caucho natural antes del comienzo de la guerra. Esto aún representa alrededor de la mitad de la producción mundial total.
La Operación Pointblank bombardeó blancos de la Alemania nazi incluyendo la planta de Schkopau (50K ton/año) y la planta de caucho sintético Hüls cerca de Recklinghausen (30K, 17%), la planta de neumáticos y tubos Kölnische Gummifäden Fabrik en Deutz en la orilla oriental del río Rin.  La fábrica de caucho sintético de Ferrara, Italia (cerca de un puente sobre el río) fue bombardeada el 23 de agosto de 1944. Otras tres instalaciones de caucho sintético estuvieron en Ludwigshafen/Oppau (15K), Hannover/Limmer (reclamación, 20K), y Leverkusen (5K). Una planta de caucho sintético en Oświęcim, Polonia, estuvo en construcción el 5 de marzo de 1944.

### Posguerra
Los cohetes de combustible sólido durante la Segunda Guerra Mundial utilizaban explosivos de nitrocelulosa como propelentes, pero era poco práctico y peligroso hacer tales cohetes muy grandes. Durante la guerra, investigadores del Instituto de Tecnología de California (Caltech) llegaron con un nuevo combustible sólido basado en el combustible de asfalto mezclado con un agente oxidante (tales como perclorato de amonio o de potasio), y polvo de aluminio. Este nuevo combustible sólido se quemaba de manera más lenta y uniforme que los explosivos de nitrocelulosa, y era mucho menos peligroso para almacenar y utilizar, pero tendía a fluir lentamente fuera del cohete en almacenamiento y los cohetes que lo usaban tenían que ser almacenados con la nariz hacia abajo.
Después de la guerra, los investigadores de Caltech comenzaron a investigar el uso de cauchos sintéticos para reemplazar el asfalto en sus motores de cohetes de combustible sólido. A mediados de los años 1950s, fueron construidos grandes misiles utilizando combustibles sólidos basados en caucho sintético, mezclados con perclorato de amonio y altas proporciones de polvo de aluminio. Tales combustibles sólidos podrían ser colocados en bloques grandes y uniformes que no tuvieran grietas u otros defectos que causarían una combustión no uniforme. Finalmente, todos los cohetes y misiles militares grandes de combustible sólido usarían combustibles sólidos basados en caucho sintético, y ellos también jugarían un papel significativo en el esfuerzo espacial civil.
Refinamientos adicionales al proceso de creación del caucho sintético continuaron después de la guerra. La síntesis química del isopreno aceleró la reducción de la necesidad del caucho natural, y la cantidad en tiempo de paz del caucho sintético excedió la producción de caucho natural a principios de los años 1960s.
Actualmente el caucho sintético es utilizado en gran cantidad en la impresión textil. En este caso es llamado goma de pegar. En la mayoría de los casos se utiliza dióxido de titanio con copolimerización y materia volátil para producir tal caucho sintético para uso textil. Además, este tipo de preparación puede ser considerada para ser la preparación del pigmento basado en dióxido de titanio.
En 2005, cerca de 21 millones de toneladas de caucho fueron producidas, de las cuales alrededor de 58% fue sintético.

## Tabla de cauchos sintéticos comunes
| Código ISO 1629 | Nombre técnico                                     | Nombres comunes                                                 |
| --------------- | -------------------------------------------------- | --------------------------------------------------------------- |
| ACM             | Caucho de Poliacrilato                             |                                                                 |
| AEM             | Caucho de Etileno-acrilato                         |                                                                 |
| AU              | Poliéster Uretano                                  |                                                                 |
| BIIR            | Bromo Isobutileno Isopreno                         | Bromobutil                                                      |
| BR              | Polibutadieno                                      | Buna CB                                                         |
| CIIR            | Cloro Isobutileno Isopreno                         | Clorobutil, Butil                                               |
| CR              | Policloropreno                                     | Cloropreno, Neopreno                                            |
| CSM             | Polietileno Clorosulfonado                         | Hypalon                                                         |
| ECO             | Epiclorohidrina                                    | ECO, Epiclorohidrina, Epicloro, Epicloridrina, Herclor, Hidrina |
| EP              | Etileno Propileno                                  |                                                                 |
| EPDM            | Monómero de Etileno Propileno Dieno                | Caucho etileno-propileno-dieno, Nordel                          |
| EU              | Poliéter Uretano                                   |                                                                 |
| FFKM            | Caucho de Perfluorocarbono                         |                                                                 |
| FKM             | Hidrocarburo Fluorado                              | Viton, Kalrez, Fluorel, Chemraz                                 |
| FMQ             | Fluoro Silicona                                    | FMQ, Caucho de silicona                                         |
| FPM             | Caucho de Fluorocarbono                            |                                                                 |
| HNBR            | Nitrilo Butadieno Hidrogenado                      | HNBR                                                            |
| IR Poliisopreno | Caucho natural (Sintético)                         |                                                                 |
| IIR             | Isobutileno Isopreno Butil                         | Butil                                                           |
| NBR             | Acrilonitrilo Butadieno                            | NBR, Caucho de nitrilo, Perbunan, Buna-N                        |
| PU              | Poliuretano                                        | PU, Poliuretano                                                 |
| SBR             | Estireno Butadieno                                 | SBR, Buna-S, GRS, Buna VSL, Buna SE                             |
| SEBS            | Copolímero de Estireno Etileno Butileno Estireno   | Caucho SEBS                                                     |
| SI              | Polisiloxano                                       | Silicona                                                        |
| VMQ             | Vinil Metil Silicona                               | Caucho de silicona                                              |
| XNBR            | Carboxi Monómero de Acrilonitrilo Butadieno        | XNBR, Nitrilo Carboxilado                                       |
| XSBR            | Carboxi Monómero de Estireno Butadieno             |                                                                 |
| YBPO            | Poliéter-éster Termoplástico                       |                                                                 |
| YSBR            | Copolímero de Bloque de Estireno Butadieno         |                                                                 |
| YXSBR           | Carboxi Copolímero de Bloque de Estireno Butadieno |                                                                 |

Además, el término goma de caucho (hule) es a veces utilizado para describir al caucho natural (código NR) obtenido de árboles, y para distinguirlo del caucho natural sintético (código IR).

## Nombres comerciales
- Buna S
- Hypalon
- Kalrez
- Chemraz
- Neopreno
- Silastic
- Tecnoflon
- Viton